# Symplecta laudatrix
Symplecta laudatrix är en tvåvingeart som först beskrevs av Alexander 1947.  Symplecta laudatrix ingår i släktet Symplecta och familjen småharkrankar. Inga underarter finns listade i Catalogue of Life.